# أحمد الدغرني
أحمد الدغرني (5 مايو 1947 - 19 أكتوبر 2020)، هو كاتب ومحامي وسياسي ومناضل أمازيغي مغربي، معروف بدفاعه عن حقوق الإنسان، والحقوق الثقافية واللغوية للامازيغ في المغرب. وهو من مؤسسي الكونغرس العالمي الأمازيغي، ومنسق المجلس الوطني للتنسيق بين الجمعيات الأمازيغية، وهو مؤسس الحزب الديمقراطي الأمازيغي المغربي سنة 2005.
و يعد من أكبر المناضلين الأمازيغ في المغرب. لكنه قد عانى كثيرا في نضاله المجيد بحكم الفترة الزمنية التي عاش فيها حيث كان الأمازيغ و لغتهم الأمازيغية غير مرغوب فيها بتاتا. لكن كان بجانبه المناضل القيدوم و الباسل المحجوب أحرضان أحد أعمدة او إسوتار باللغةالأمازيغية المغربية الذين عرفو بمسيرتهم النضالية الطويلة سواء داخل المغرب أو خارجه. تلقى أمغار أحمد الدغرني العديد من التهديدات في مسيرته الكفاحية إلا أنه لم يكثرت لها بل كانت له مبادئ راسخة و همة شامخة جعلته يقف دون أي تزعزع في قراراته ليستكمل المسير في النضال دون أي تراجع أو تردد في الأمر

## حياته
ولد يوم 5 مايو 1947 بقرية تاداة آيت علي في آيت با عمران،

## وفاته
توفي يوم الأثنأنه ين 19 أكتوبر بل020 بمدينة تيزنيت، بعد معاناة طويلة دامت لسنوات مع مرض الباركنسون.

## من مؤلفاته
- . حياة ابن تومرت وعبد المومن بن علي الكومي
- الحكومة الديمقراطية أو حكومة التناوب
- الانتخابات والأحزاب السياسية المغربية
- الكتل الاجتماعية بالمغرب
- دموع الغولة (مجموعة قصصية)
- مدينة النهاية (رواية)
- الحركة الأمازيغية في المغرب
- المؤتمر الدولي الأمازيغي في المغرب
- ترجمة أمازيغية لروميو وجولييت

## الديانة
الاسلام بتوجه العلماني